# أغسطس رودس
أغسطس رودس (بالإنجليزية: Augustus Rhodes) هو قاضي ومحامي وسياسي أمريكي، ولد في 25 مايو 1821 في مقاطعة أونيدا في الولايات المتحدة، وتوفي في 23 أكتوبر 1918 في سان خوسيه في الولايات المتحدة. حزبياً، نشط في الحزب الجمهوري الكاليفورني ‏.